# 松合食品
松合食品株式会社（まつあいしょくひん）は熊本県宇城市に本社を置く食品メーカー。
山盛りの味噌を威勢のよい掛け声で袋に入れて販売するパフォーマンスで知られている（通称イベントみそと呼ばれる）。

## 沿革
- 1827年 - 旧屋号　阿波屋創業
- 1952年 - 松合食品株式会社設立

## 事業所
- 本社
  - 宇城市不知火町松合188
- 営業所
  - 熊本営業所　熊本市中央区菅原町3-26
  - 天草営業所　天草市亀場町亀川210-3
  - 水俣営業所　水俣市百間1-7-9

## 関連会社
- 東洋テクノ